# الجبهة القوقازية (حرب الشيشان)
الجبهة القوقازية (بالروسية : Кавказский фронт) وتسمى أيضا جبهة مجاهدين القوقاز، وقد تم تأسيسها رسميا في مايو 2005 هي وحدة إسلامية في جمهورية الشيشان مدعومة من قوات الشيشان المسلحة بموجب مرسوم من الرئيس الانفصالي الشيشاني عبد الحليم سعدلاييف خلال الحرب الشيشانية الثانية.